# Waterpolo en los Juegos Suramericanos
El waterpolo en los Juegos Suramericanos es la competición de ese deporte, que se celebra en el marco de los Juegos Suramericanos.

## Torneo masculino
| Edición       | Sede                  | Equipos                                                               | Oro                                                                   | Plata                                                                 | Bronce                                                                |
| 2010 Detalles | Medellín, Colombia    | 6                                                                     | Argentina                                                             | Colombia                                                              | Brasil                                                                |
| 2014          | Santiago, Chile       | No se realizó torneo de waterpolo en los Juegos Suramericanos de 2014 | No se realizó torneo de waterpolo en los Juegos Suramericanos de 2014 | No se realizó torneo de waterpolo en los Juegos Suramericanos de 2014 | No se realizó torneo de waterpolo en los Juegos Suramericanos de 2014 |
| 2018 Detalles | Villa Tunari, Bolivia | 5                                                                     | Argentina                                                             | Colombia                                                              | Venezuela                                                             |
| 2022 Detalles | Asunción, Paraguay    | 6                                                                     | Brasil                                                                | Argentina                                                             | Colombia                                                              |

### Medallero histórico
| Medallero histórico del Waterpolo masculino en los Juegos Suramericanos | Medallero histórico del Waterpolo masculino en los Juegos Suramericanos | Medallero histórico del Waterpolo masculino en los Juegos Suramericanos | Medallero histórico del Waterpolo masculino en los Juegos Suramericanos | Medallero histórico del Waterpolo masculino en los Juegos Suramericanos | Medallero histórico del Waterpolo masculino en los Juegos Suramericanos |
| ----------------------------------------------------------------------- | ----------------------------------------------------------------------- | ----------------------------------------------------------------------- | ----------------------------------------------------------------------- | ----------------------------------------------------------------------- | ----------------------------------------------------------------------- |
| #                                                                       | País                                                                    | Oro                                                                     | Plata                                                                   | Bronce                                                                  | Total                                                                   |
| 1                                                                       | Argentina                                                               | 2                                                                       | 1                                                                       | 0                                                                       | 3                                                                       |
| 2                                                                       | Brasil                                                                  | 1                                                                       | 0                                                                       | 1                                                                       | 2                                                                       |
| 3                                                                       | Colombia                                                                | 0                                                                       | 2                                                                       | 1                                                                       | 3                                                                       |
| 4                                                                       | Venezuela                                                               | 0                                                                       | 0                                                                       | 1                                                                       | 1                                                                       |

## Torneo femenino
| Edición       | Sede                  | Equipos                                                               | Oro                                                                   | Plata                                                                 | Bronce                                                                |
| 2010 Detalles | Medellín, Colombia    | 4                                                                     | Brasil                                                                | Venezuela                                                             | Argentina                                                             |
| 2014          | Santiago, Chile       | No se realizó torneo de waterpolo en los Juegos Suramericanos de 2014 | No se realizó torneo de waterpolo en los Juegos Suramericanos de 2014 | No se realizó torneo de waterpolo en los Juegos Suramericanos de 2014 | No se realizó torneo de waterpolo en los Juegos Suramericanos de 2014 |
| 2018 Detalles | Villa Tunari, Bolivia | Cancelada al no contar con el mínimo de participantes.                | Cancelada al no contar con el mínimo de participantes.                | Cancelada al no contar con el mínimo de participantes.                | Cancelada al no contar con el mínimo de participantes.                |
| 2022 Detalles | Asunción, Paraguay    | 7                                                                     | Brasil                                                                | Argentina                                                             | Perú                                                                  |

### Medallero histórico
| Medallero histórico del Waterpolo femenino en los Juegos Suramericanos | Medallero histórico del Waterpolo femenino en los Juegos Suramericanos | Medallero histórico del Waterpolo femenino en los Juegos Suramericanos | Medallero histórico del Waterpolo femenino en los Juegos Suramericanos | Medallero histórico del Waterpolo femenino en los Juegos Suramericanos | Medallero histórico del Waterpolo femenino en los Juegos Suramericanos |
| ---------------------------------------------------------------------- | ---------------------------------------------------------------------- | ---------------------------------------------------------------------- | ---------------------------------------------------------------------- | ---------------------------------------------------------------------- | ---------------------------------------------------------------------- |
| #                                                                      | País                                                                   | Oro                                                                    | Plata                                                                  | Bronce                                                                 | Total                                                                  |
| 1                                                                      | Brasil                                                                 | 2                                                                      | 0                                                                      | 0                                                                      | 2                                                                      |
| 2                                                                      | Argentina                                                              | 0                                                                      | 1                                                                      | 1                                                                      | 2                                                                      |
| 3                                                                      | Venezuela                                                              | 0                                                                      | 1                                                                      | 0                                                                      | 1                                                                      |
| 4                                                                      | Perú                                                                   | 0                                                                      | 0                                                                      | 1                                                                      | 1                                                                      |